# Sender Olsberg
Der Sender Olsberg bei Olsberg im Hochsauerlandkreis, Nordrhein-Westfalen ist eine Sendeanlage auf dem Olsberg im Rothaargebirge.

## Geographische Lage
Der Sender Olsberg befindet sich im Gebiet der Stadt Olsberg in den Nordausläufern des Rothaargebirges auf der Südkuppe (701 m ü. NN) des Olsbergs (703,8 m), der sich südöstlich der Olsberger Kernstadt erhebt. Sein Sendeturm steht etwa 430 m südsüdöstlich des auf der Nordkuppe befindlichen Berggipfels.

## Allgemeines

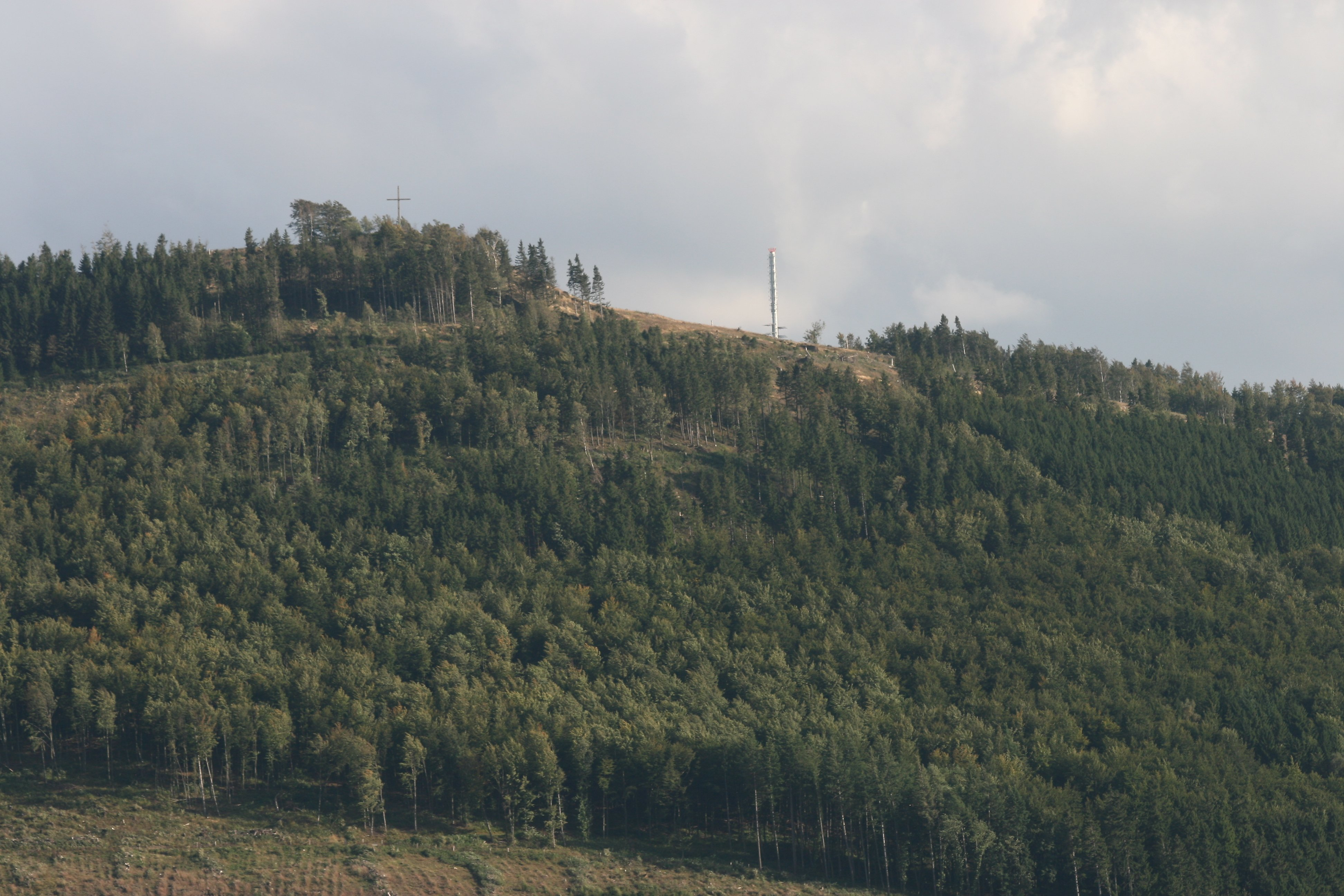
Der Olsberg nahe der Stadt Olsberg mit Gipfelkreuz und Sendeturmspitze

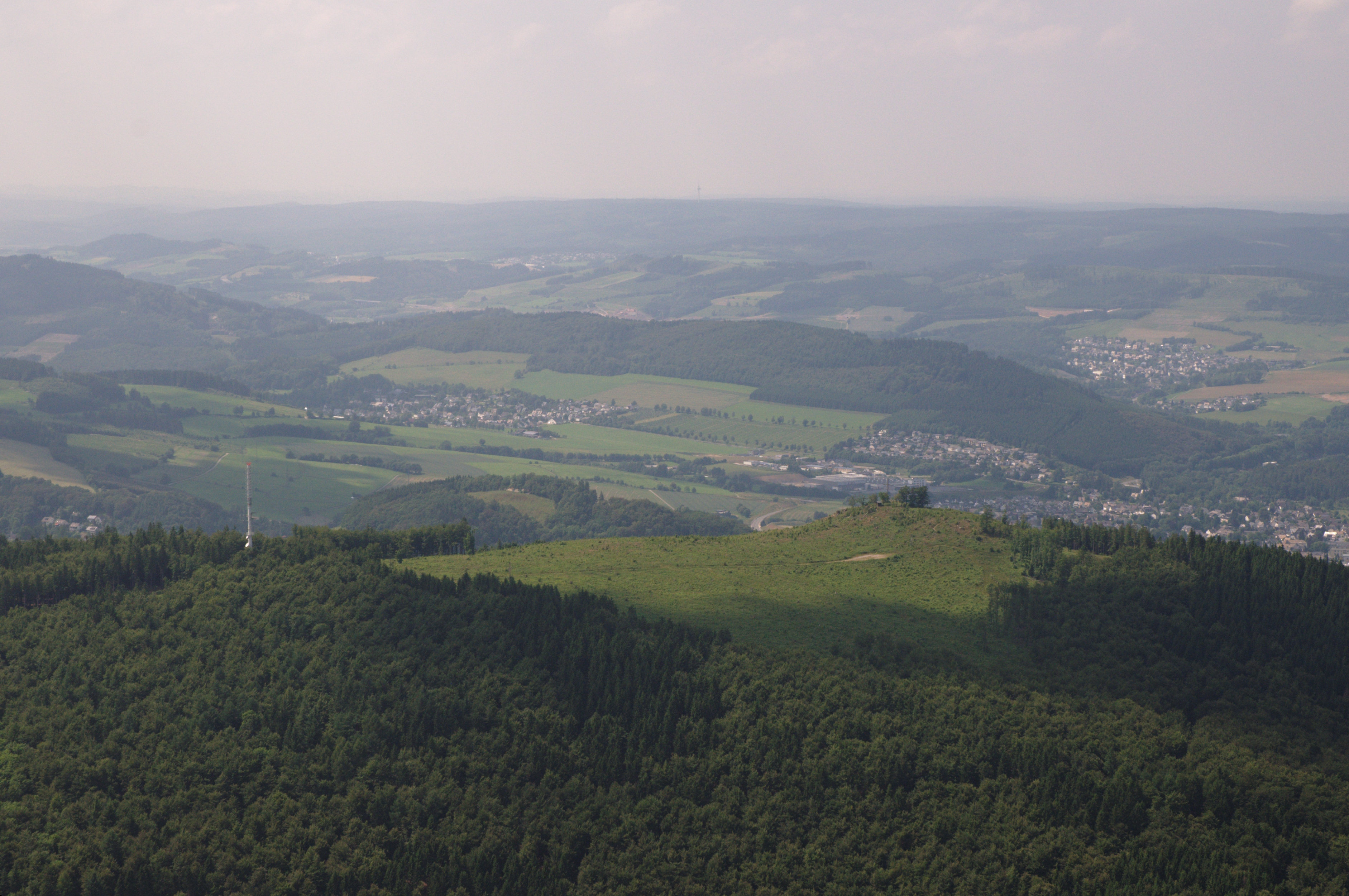
Luftbild: Olsberg mit Sendeturm und Gipfelkreuz, dahinter Gevelinghausen (links), Kernstadt von Olsberg (rechts) und Fernmeldeturm Meschede (Horizont)

Errichtet wurde der vom Westdeutschen Rundfunk betriebene Sendeturm im Jahr 1984. Als Antennenträger wird ein 58 m hoher, freistehender Turm verwendet, der als Stahlrohrkonstruktion mit 50 Tonnen Gewicht errichtet wurde und einen Querschnitt von 2,20 m im unteren Teil und 1,60 m im oberen Bereich aufweist. Der Sender schließt Empfangslücken des WDR-Hörfunks im Bereich nördliches Sauerland und oberes Ruhrtal. Dabei wird auf die Übertragung des Programms WDR 3 verzichtet. Die Zuführung der UKW-Programme erfolgt per Ballempfang von den Sendern Teutoburger Wald und Nordhelle. Außerdem wird von diesem Standort Digitalradio im DAB-Standard gesendet.
Fernsehsignale wurden und werden vom Sender Olsberg nicht ausgestrahlt.

## Frequenzen und Programme

### Analoger Hörfunk (UKW)
Beim Antennendiagramm sind im Falle gerichteter Strahlung die Hauptstrahlrichtungen in Grad angegeben. In UKW werden folgende Programme ausgestrahlt:
| Frequenz (MHz) | Programm               | RDS PS            | RDS PI                | Regionalisierung | ERP (kW) | Antennendiagramm rund (ND)/gerichtet (D) | Polarisation horizontal (H)/vertikal (V) |
| -------------- | ---------------------- | ----------------- | --------------------- | ---------------- | -------- | ---------------------------------------- | ---------------------------------------- |
| 98,6           | WDR 5                  | WDR_5___          | D395                  | –                | 10       | ND                                       | H                                        |
| 102,1          | WDR 2                  | WDR_2_SI WDR_2___ | DB92 (regional), D392 | Siegen           | 10       | ND                                       | H                                        |
| 104,1          | WDR 4                  | WDR_4___          | D394                  | Siegen           | 10       | ND                                       | H                                        |
| 106,1          | Deutschlandfunk Kultur | DLF_Kultur        | D220                  | –                | 10       | ND                                       | H                                        |
| 107,0          | 1 Live                 | _1LIVE__          | D391                  | –                | 10       | ND                                       | H                                        |

### Digitaler Hörfunk (DAB)
DAB beziehungsweise der Nachfolgestandard DAB+ wird in vertikaler Polarisation und im Gleichwellenbetrieb mit anderen Sendern ausgestrahlt. Am 29. August 2012 erfolgte der Wechsel von DAB-Kanal 12D auf DAB-Kanal 11D. Über diesen wird derzeit der Multiplex Radio für NRW mit den Programmen des WDR mit einer Leistung von 1 kW ERP übertragen; bis 2015 wurde auch Radio Impala ausgestrahlt.
| Block                        | Programme (Datendienste) | ERP (kW) | Antennen- diagramm rund (ND), gerichtet (D) | Polarisation horizontal (H)/ vertikal (V) | Gleichwellennetz (SFN) |
| ---------------------------- | --- | -------- | ------------------------------------------- | ----------------------------------------- | --- |
| 11D Radio für NRW (D__00236) | - 1 Live (88 kbps) - 1 Live diggi (88 kbps) - WDR 2 Rhein-Ruhr (RR) (88 kbps) - WDR 2 Ostwestfalen-Lippe (OW) (88 kbps) - WDR 2 Südwestfalen (SW) (88 kbps) - WDR 3 (120 kbps) - WDR 4 Rhein-Ruhr (RR) (88 kbps) - WDR 4 Ostwestfalen-Lippe (OW) (88 kbps) - WDR 4 Südwestfalen (SW) (88 kbps) - WDR 5 (88 kbps) - WDRcosmo (80 kbps) - WDR Maus (80 kbps) - WDR Event (56 kbps) - WDR EPG (8 kbps) - ARD TPEG (16 kbps) | 1        | D                                           | V                                         | - Region Aachen: Aachen (Stolberg-Donnerberg), Eifel (Dahlem-Bärbelkreuz) - Bergisches Land: Engelskirchen (Hohe Warte), Gummersbach (Kerberg), Remscheid (Hohenhagen), Wuppertal (Auf der Königshöhe) - Rheinland: Bonn (Venusberg), Köln (Kölnturm) - Rhein-Ruhr: Düsseldorf (Rheinturm), Gelsenkirchen-Scholven, Kleve (Bresserberg), Langenberg (Hordtberg), Viersen (Süchtelner Höhen) - Ruhrgebiet: Dortmund (Florianturm) - Münsterland: Ibbenbüren (Blomenkamp), Münster (Nottuln-Baumberge), Oelde (Mackenberg), Schöppingen - Ostwestfalen-Lippe: Bad Oeynhausen (P.Westf.-Wittekindsberg), Bielefeld (Hünenburg), Herford (Eggeberg), Höxter (Holzminden), Stemwede (Arrenkamp), Teutoburger Wald (Bielstein), Warburg, Willebadessen (Eggegebirge) - Südwestfalen: Arnsberg (Schlossberg), Biedenkopf (Sackpfeife), Ederkopf (Oberste Henn), Hallenberg (Bollerberg), Hochsauerland (Hunau), Lennestadt (Kuhhelle), Meschede, Nordhelle, Olsberg, Siegen (Giersberg) |

## Sender in der Umgebung
Nachbarsender sind:
- Fernmeldeturm Meschede: DAB
- Sender Teutoburger Wald: Alle WDR-Radioprogramme, DVB-T und DAB
- Sender Siegen Giersberg: WDR 1Live, WDR 2, WDR 3, WDR 4, Radio Siegen, DVB-T, DAB (Füllsender), Kindelsberg: WDR 5
- Sender Nordhelle: Alle WDR-Hörfunkprogramme, Deutschlandfunk, DAB, DVB-T
- Sender Olsberg-Antfeld (Langer Berg): UKW-Füllsender für Radio Sauerland